# Adolph Holst A/S
Adolph Holst A/S var en dansk papirvarefabrik og litografisk etablissement i Aalborg.
Virksomheden var grundlagt i 1887 af stentrykker Adolph Holst, men dets oprindelse kunne føres direkte tilbage til 21. marts 1800, da C.M. Rottbøl Sadolin begyndte et bogbinderi i Aalborg. Virksomheden begyndte i Jomfru Ane Gade med en enkelt hurtigpresse. I 1900 flyttede fabrikken til en stor fabrik på Kastetvej. Da grundlæggeren Adolph Holst døde i 1904, købte boghandler Magnus Andreas Schultz (1839-1908) virksomheden og lagde den sammen med det Asmussenske Bogbinderi og sin egen posefabrik og bogtrykkeri. Ved Schultz' død blev virksomheden et aktieselskab med ingeniør Christian Birger Schultz (1871-1937) som administrerende direktør.
Firmaets produktion omfattede alle litografiske arbejder, kartonnage, bogtrykkeri, æskefabrikation og bogbinderi. 13. januar 1945 blev fabriksbygningerne totalt ødelagt ved schalburgtage af Schalburgkorpset. En ny fabrik blev opført på i Korsgade 39 og taget i brug i 1947.
I 1910, hvor Illustreret Tidende foretog en reportage, beskæftigede fabrikken 200 medarbejdere. Virksomheden var bl.a. kendt for plakater og klippeark, men udgav også børnebøger. Ca. 1937 udgav Adolph Holst A/S udklipsark med figurer og enheder fra den danske Hær. En del af tegningerne til udklipsark og børnebøger blev udført af Ebba Schultz (1908-?). Hun var datter af Svend Ejnar Schultz (1877-?), der var bror til Christian Birger Schultz og fra 1904 ligeledes direktør i firmaet.
Bestyrelse i 1950: Direktør Paul Hansen (1887-), landsretssagfører Povl A. Engelsen (1903-), bankdirektør Richard Meyer (1874-), godsekspeditør Ingemann Westergaard (1895-) og direktør Asger Spannow (1903-).
Fabrikken eksisterede stadig i 1960'erne men er siden ophørt.

## Direktion
Denne liste er ufuldstændig; hjælp gerne med at udfylde den.
- 1887-1904: Adolph Holst
- 1904-1908: Magnus Andreas Schultz (1839-1908)
- 1904-?: Svend Ejnar Schultz (1877-?)
- 1908-1937: Christian Birger Schultz (1871-1937)
- 1937-1939: ?
- 1939-: A.C. Hedegaard (1896-)